# 藤原顕輔
藤原 顕輔（ふじわら の あきすけ）は、平安時代後期の公家・歌人。修理大夫・藤原顕季の三男。官位は正三位・左京大夫。六条と号す。小倉百人一首では左京大夫顕輔。六条藤家2代。

## 経歴
康和2年（1100年）1月に白河上皇の院判官代に任ぜられて以降、院の近臣として昇進した。加賀守や中務権大輔を経て、元永元年（1118年）12月正四位下に昇る。大治2年（1127年）1月、讒言により白河院の勘気を蒙って昇殿を止められたが、白河院崩御の翌年（1130年）関白・藤原忠通の娘・聖子が崇徳天皇の中宮に冊立されると、中宮亮となり官界に復帰。保延3年（1137年）10月従三位に叙せられて公卿に列し、同5年（1139年）1月左京大夫に任じられ、久安4年（1148年）7月正三位に至った。久寿2年（1155年）5月7日に薨去。享年66。
周辺に優れた歌人が多く、永久4年（1116年）の鳥羽殿北面歌合・六条宰相家歌合や久安6年（1150年）の「久安百首」など、多数の歌会・歌合で活躍し、父から六条藤家の象徴である人麻呂影供（ひとまろえいぐ）を受け継いだ。天養元年（1144年）6月に崇徳上皇から勅撰集撰進の命を受けて、仁平元年（1151年）に『詞花和歌集』を完成させ、奏覧に供した。
『金葉和歌集』（14首）以下の勅撰和歌集に84首が入集しており、家集には『左京大夫顕輔卿集（顕輔集）』がある。
- 小倉百人一首
  - 79番 秋風に たなびく雲の たえ間より もれいづる月の 影のさやけさ （『新古今和歌集』秋・413）

## 系譜
- 父：藤原顕季
- 母：藤原経平の娘[2]
- 妻：高階能遠の娘
  - 男子：藤原顕賢
  - 男子：藤原清輔（1104-1177）
- 妻：藤原盛輔の娘
  - 男子：藤原頼輔
- 妻：不明（家女房）
  - 男子：藤原重家（1128-1181）
  - 男子：藤原季経（1131-1221）
- 生母不明
  - 男子：藤原顕成
  - 男子：藤原親輔
  - 男子：長覚
  - 女子：近衛基実室、粟田口忠良母。
  - 女子：九条兼実室
  - 女子：
- 養子女
  - 猶子：顕昭（1130-1209）